# 24 август
24 август е 236-ият ден в годината според григорианския календар (237-и през високосна година). Остават 129 дни до края на годината.

## Събития
- 79 г. – Изригва вулканът Везувий; градовете Помпей, Херкулан и Стабии са погребани под вулканична пепел и хиляди хора загиват (някои учени смятат, че това става на 24 октомври).
- 410 г. – Аларих I, крал на вестготите, превзема за три дни и ограбва Рим.
- 1185 г. – Солун е нападнат и ограбен, а голяма част от жителите му са избити от сицилиански нормани.
- 1215 г. – Папа Инокентий III обявява Магна харта за невалидна.
- 1349 г. – 6 хиляди евреи са убити в Майнц след обвинението, че са болни от чума.
- 1456 г. – Приключва отпечатването на Библията на Гутенберг.
- 1572 г. – Вартоломеева нощ: През нощта на празника на св. Вартоломей във Франция започва масово избиване на хугеноти (френски протестанти).
- 1690 г. – Основан е град Калкута в Индия.
- 1886 г. – Съставено е дванадесетото правителство на Княжество България, начело с Петко Каравелов.
- 1891 г. – Томас Едисон патентова кинокамерата.
- 1912 г. – Аляска става територия на САЩ.
- 1931 г. – Франция и СССР подписват договор за ненападение.
- 1944 г. – България във Втората световна война: Правителството на България издава нареждане войските на Нацистка Германия да напуснат територията на страната; в съответствие с нареждането започва обезоръжаване на германските войници и до 7 септември е отнето оръжието на 15 000 от тях.
- 1944 г. – Партизанско движение в България: Рило-Пиринския партизански отряд провежда Жабокрекската акция.
- 1949 г. – Влиза в сила договорът, с който се учредява НАТО.
- 1954 г. – Президентът на САЩ Дуайт Айзенхауер подписва закон, забраняващ комунистическата партия.
- 1966 г. – В СССР е изстрелян космическият апарат Луна 11.
- 1968 г. – Франция взривява първата си водородна бомба в операция Операция Канопус и така става петата термоядрена сила в света.
- 1969 г. – Открит е курортният комплекс Албена.
- 1971 г. – „Пинк Флойд“ изпълнява най-известния си концерт на развалините на амфитеатъра в Помпей, като с това отбелязва 1892-та годишнина от изчезването на града.
- 1981 г. – Марк Дейвид Чапман е осъден на доживотен затвор без право на замяна през първите 20 години за убийството на Джон Ленън.
- 1991 г. – Михаил Горбачов подава оставка като водач на Комунистическата партия на Съветския съюз.
- 1991 г. – Украйна обявява своята независимост от СССР.
- 1992 г. – Установяват се дипломатически отношения между Китайска народна република и Южна Корея.
- 1994 г. – Израел и Организацията за освобождение на Палестина постигат съгласие за палестинска автономия на Западния бряг.
- 1995 г. – Излиза операционната система Windows 95 на Microsoft.
- 2006 г. – Международният астрономически съюз променя определението за „планета“, съгласно което Плутон вече се смята за планета джудже.
- 2008 г. – Закрити са Летните олимпийски игри в Пекин.
- 2008 г. – Самолетът при полет 6895 на „Иран Ейсмен Еърлайнс“ се разбива близо до летището в Бишкек при опит да кацне аварийно и убива 65 души на борда.
- 2010 г. – Самолетът при полет 8387 на „Хенан Еърлайнс“ катастрофира на летище „Линду“, Ичун, Китай и убива 44 от 96-те души на борда.

## Родени
- 1198 г. – Александър II, крал на Шотландия († 1429 г.)
- 1753 г. – Александър Римски-Корсаков, руски генерал († 1840 г.)
- 1772 г. – Вилхелм I, крал на Нидерландия († 1840 г.)
- 1865 г. – Фердинанд I, крал на Румъния († 1927 г.)
- 1874 г. – Станое Станоевич, сръбски историк († 1937 г.)
- 1899 г. – Хорхе Луис Борхес, аржентински писател († 1986 г.)
- 1905 г. – Сиака Стивънс, министър-председател (1967 – 1971) и президент (1971 – 1985) на Сиера Леоне († 1988 г.)
- 1915 г. – Алис Брадли Шелдън, британска писателка († 1987 г.)
- 1916 г. – Хол Смит, американски актьор († 1994 г.)
- 1926 г. – Атанас Жеков, български художник († 2006 г.)
- 1927 г. – Хари Марковиц, американски икономист, Нобелов лауреат през 1990 г. († 2023 г.)
- 1929 г. – Ясер Арафат, палестински лидер, Нобелов лауреат през 1994 г. († 2004 г.)
- 1932 г. – Кирил Бъчваров, български писател († 2009 г.)
- 1936 г. – Любка Рондова, българска народна певица († 2016 г.)
- 1945 г. – Винс Макмеън, представител на Световна федерация по кеч
- 1945 г. – Кен Хенсли, британски рок музикант († 2020 г.)
- 1947 г. – Паулу Коелю, бразилски писател
- 1948 г. – Жан-Мишел Жар, френски музикант
- 1948 г. – Силвия Рангелова, българска актриса
- 1951 г. – Орсън Кард, американски писател
- 1954 г. – Константа Тимчева, български онколог
- 1955 г. – Петко Йовчев, български архитект († 2012 г.)
- 1959 г. – Михаел Клееберг, германски писател и преводач
- 1965 г. – Марли Матлин, американска актриса
- 1965 г. – Реджи Милър, американски баскетболист
- 1971 г. – Антоанета Френкева, българска плувкиня
- 1972 г. – Адриан Гънел, английски професионален играч на снукър
- 1973 г. – Грей Делайл, американска актриса
- 1977 г. – Ангелина Гаврилова, българска балерина
- 1977 г. – Сафийе Чан, германска поетеса
- 1977 г. – Юрген Махо, австрийски футболист
- 1977 г. – Роберт Енке, германски футболист, вратар († 2009 г.)
- 1979 г. – Елена Грозданова, българска актриса
- 1979 г. – Костадин Филипов, български журналист и писател
- 1980 г. – Рейчъл Карпани, австралийска актриса
- 1981 г. – Чад Майкъл Мъри, американски актьор
- 1982 г. – Ким Шелстрьом, шведски футболист
- 1983 г. – Марта Игареда, мексиканска актриса
- 1988 г. – Рупърт Гринт, британски актьор

## Починали
- 79 г. – Плиний Стари, древноримски учен (* 23 г.)
- 1540 г. – Пармиджанино, италиански художник (* 1503 г.)
- 1572 г. – Гаспар дьо Колини, френски адмирал (* 1519 г.)
- 1832 г. – Никола Леонар Сади Карно, френски физик (* 1796 г.)
- 1846 г. – Иван Крузенщерн, руски мореплавател († 1770 г.)
- 1888 г. – Рудолф Клаузиус, германски физик (* 1822 г.)
- 1889 г. – Александър фон Коцебу, руски художник (* 1815 г.)
- 1899 г. – Екатерина Симидчиева, българска героиня (* 1872 г.)
- 1906 г. – Константинос Гарефис, гръцки капитан (* 1874 г.)
- 1907 г. – Иван Наумов Алябака, български революционер (* ок. 1870 г.)
- 1940 г. – Паул Нипков, германски инженер (* 1860 г.)
- 1949 г. – Маргарет Мичел, американска писателка (* 1900 г.)
- 1950 г. – Григорий Кулик, съветски маршал (* 1890 г.)
- 1954 г. – Жетулиу Варгас, президент на Бразилия (* 1882 г.)
- 1966 г. – Борис Ангелушев, български художник (* 1902 г.)
- 1978 г. – Луи Прима, американски певец († 1910 г.)
- 1991 г. – Сергей Ахромеев, съветски маршал (* 1923 г.)
- 2005 г. – Чудомир Начев, български лекар (* 1936 г.)
- 2014 г. – Ричард Атънбъро, британски режисьор и актьор (* 1923 г.)
- 2016 г. – Валтер Шел, четвърти Бундеспрезидент на Германия (* 1919 г.)

## Празници
- България – Празник на Гълъбово (за 2012 г.) – Регламентиран с Наредба за символиката, приета с Решение на Общински съвет от 9 декември 2005 г. Чества се през последния петък, събота и неделя на август
- Украйна – Ден на независимостта (от Съветски съюз, 1991 г., национален празник)
- Казахстан и Либерия – Ден на националния флаг
- Сиера Леоне – Рожден ден на президента Сиака Стивънс